# Sylviane Diouf
Sylviane Anna Diouf, née le 1er février 1952, est une historienne franco-sénégalaise de la diaspora africaine.
Elle est l'auteur de nombreux livres. Dreams of Africa in Alabama: The Slave Ship Clotilda and the Story of the Last Africans Brought to America (Oxford University Press, 2007) a reçu le prix Wesley-Logan de l'American Historical Association et le prix James Sulzby de l'Association historique d'Alabama.